# ماچ هول
ماچ هول (به انگلیسی: Much Hoole) یک روستا و محله مدنی در بریتانیا است که در South Ribble واقع شده‌است. ماچ هول ۱٬۸۵۱ نفر جمعیت دارد.